# Estret Dolphin and Union
L'estret Dolphin and Union és un estret que separa l'illa Victòria, a l'arxipèlag àrtic canadenc, del continent americà. Forma part del pas del nord-oest i uneix el golf d'Amundsen, situat al nord-oest, amb el golf de la Coronació, al sud-est. Rep el nom dels dos vaixells utilitzats pel cirurgià i explorador naval escocès John Richardson, primer europeu conegut a explorar-lo el 1826.
Dins l'estret hi ha diverses illes, incloses les illes Liston i Sutton, llar històrica de la tribu Noahonirmiut dels inuits de coure.
L'estret té uns 161 km de llarg i entre 32 i 64 km d'amplada. La profunditat màxima és de 195 metres. Quan es congela és utilitzat pel Rangifer tarandus groenlandicus per arribar a l'illa Victòria durant l'estiu i per tornar al continent durant l'hivern. També hi ha ànecs d'èider.